# Mahmoud Ali Seid
Bantou ali doungourou pro max est un homme politique du Tchad né en 1986.

## Biographie
Mahmoud Ali Seid naît et grandit au Tchad. Il fait ses études secondaires au lycée Thilam Thilam à N’Djamena par la suite, il ira faire ses études supérieures en Management, option Finances en Algérie où il obtient son master puis son Doctorat en Science de gestion à l’université Jean Moulin de Lyon 3 et de Business Science au Luxembourg. Revenu au Tchad, Mahamoud Ali Seïd sera enseignant dans plusieurs facultés du pays. Il a notamment été administrateur du projet pour la micro-finance au Tchad et chef comptable de la CPA, coordinateur général du groupe de contact pour la recherche de la paix au Tchad.

## Carrière politique
Dès son retour à N’Djamena au Tchad, Mahmoud Ali Seïd va devenir l’un des fervents défenseurs du parti au pouvoir, en utilisant le slogan «la paix au Tchad». Il mènera ainsi plusieurs actions d’éclat, ce qui va attirer l’attention des autorités sur lui. Il est dès lors successivement nommé directeur des Affaires Administratives, Financières et du Matériel de la présidence de la République, contrôleur général de Police, directeur général adjoint de la Centrale Pharmaceutique d’Achats du Tchad, directeur des Ressources Humaines du ministère de la Santé publique, de la Communication et des Stratégies adjoint au ministère des Finances. Le vendredi 25 février 2022 il fait son entrée au gouvernement en tant que ministre de la Jeunesse, des Sports et de la Promotion de l’entrepreneuriat. Il est aussi président de la Coalition des Associations de la Société Civile pour l’Action Citoyenne (CASAC).

## Polémiques
En 2020, lors du deuxième forum national inclusif, il a proposé la déchéance de la nationalité tchadienne à toute personne qui s’attaquerait à la personnalité du président de la République. Il avait alors créé une vive polémique dans l’opinion tchadienne.
En 2022, lors d'une interview dans un journal local, il estime que Mahamat Idriss Déby, président du Conseil militaire de transition de l'époque, est le représentant de Dieu sur terre et que les tchadiens ont l'obligation de le suivre. Cette déclaration a créé un polémique et le président lui a demandé d'éviter les termes qui heurtent la sensibilité religieuse. Mahmoud présente alors ses excuses au président et au peuple, quelques jours après,.